# Лагута Володимир Вікторович
Володи́мир Ві́кторович Лагута — молодший сержант Військово-Морських Сил Збройних Сил України, учасник російсько-української війни.

## Життєпис
Народився і мешкав у м. Енергодарі Запорізької области.
Молодший сержант, проходив військову службу у складі підрозділу 137 ОБМП ВМС ЗС України.
Згідно з повідомленням представника місцевої влади м. Енергодару, загинув у боях з агресором під час оборони м. Миколаєва.

## Нагороди
- орден «За мужність» III ступеня (2022, посмертно) — за особисту мужність і самовіддані дії, виявлені у захисті державного суверенітету та територіальної цілісності України, вірність військовій присязі[2].